# 原发性CD4+淋巴细胞减少症
原发性 CD4+ 淋巴细胞减少症 (idiopathic CD4+ lymphocytopenia, ICL) 是一种极为罕见的综合徵。 发病时, 患者体内的 CD4+ T 淋巴细胞 (白细胞的一种) 数量过低。 这种疾病有时被 AIDS 拒绝主义者 (AIDS denialists) 称作 “HIV-阴性 AIDS”, 但它的临床表现与 HIV/AIDS 的有所不同。
由於 ICL 患者的免疫系统变弱, 他们更易受到机会性感染, 但感染率比 AIDS 患者的低。

## 病因
像所有原发性疾病一样, ICL 的成因目前未知。 ICL 可能是由传染性因素造成的, 且被广泛相信是由多於一种因素导致的。

## 诊断
用于诊断 ICL 的强制性标准包括:
- 在六周内的至少两次测量中出现 CD4+ 细胞计数减少:
  - CD4 细胞数少于 300/微升, 或
  - 低於 20% 的 T 淋巴细胞为 CD4+;
- 缺乏 HIV 感染的实验室证据;
- 对 CD4 淋巴细胞减少没有任何其他的解释。

CD4+ 细胞计数的一次性降低通常与近期感染有关, 并且可以自行恢复。
低 CD4 细胞计数的其他解释包括患有血癌 (白血病), 接受化疗, 使用免疫抑制剂或其他抑制或杀死 T 细胞的药物, 感染, 以及血液制品问题。
要诊断 ICL, 上述所有条件都必须被满足。 另外, 即使这些条件都被满足, 但如果患者伴有其他明显症状, 如贫血或血小板减少, 那么还必须考虑其他诊断。

## 病理生理学
CD4+ T 细胞的丢失似乎是通过细胞凋亡完成的。 T 细胞的加速死亡可能是由交联 T 细胞受体驱动的。

## 预後
与由 HIV 造成的 CD4 细胞损失相比, ICL 患者通常有较好的预後。 ICL 患者的 CD4+ T 细胞的降低通常比 HIV 患者的慢。 ICL 患者面临的主要风险是意外感染, 包括来自隐球菌, 非典型结核菌的感染, 以及肺囊蟲肺炎。 这些状况也可能自行缓解。
ICL 有时成为几种血癌的前驱 (或最先出现的) 症状。 ICL 患者可出现原发性渗出性淋巴瘤, 原发性脑膜淋巴瘤, 弥漫性大细胞淋巴瘤, 腮腺粘膜相关淋巴组织 (MALT) 淋巴瘤, 以及基特氏淋巴瘤, 以及其他症状。
ICL 可间地接触发自免疫疾病。 它已被确认与几例干燥综合徵有关。
因为所有自免疫疾病和淋巴瘤的报导都与 B 细胞有关, one hypothesis proposes that ICL's narrow T cell repertoire predisposes the immune system to B cell disorders.

## 流行病学
ICL 是极为罕见的疾病。 在 1993 年由美国疾病控制和预防中心赞助的调查中, 有 47 例确认确诊的报导。